# Kommunalfriedhof Witten-Annen

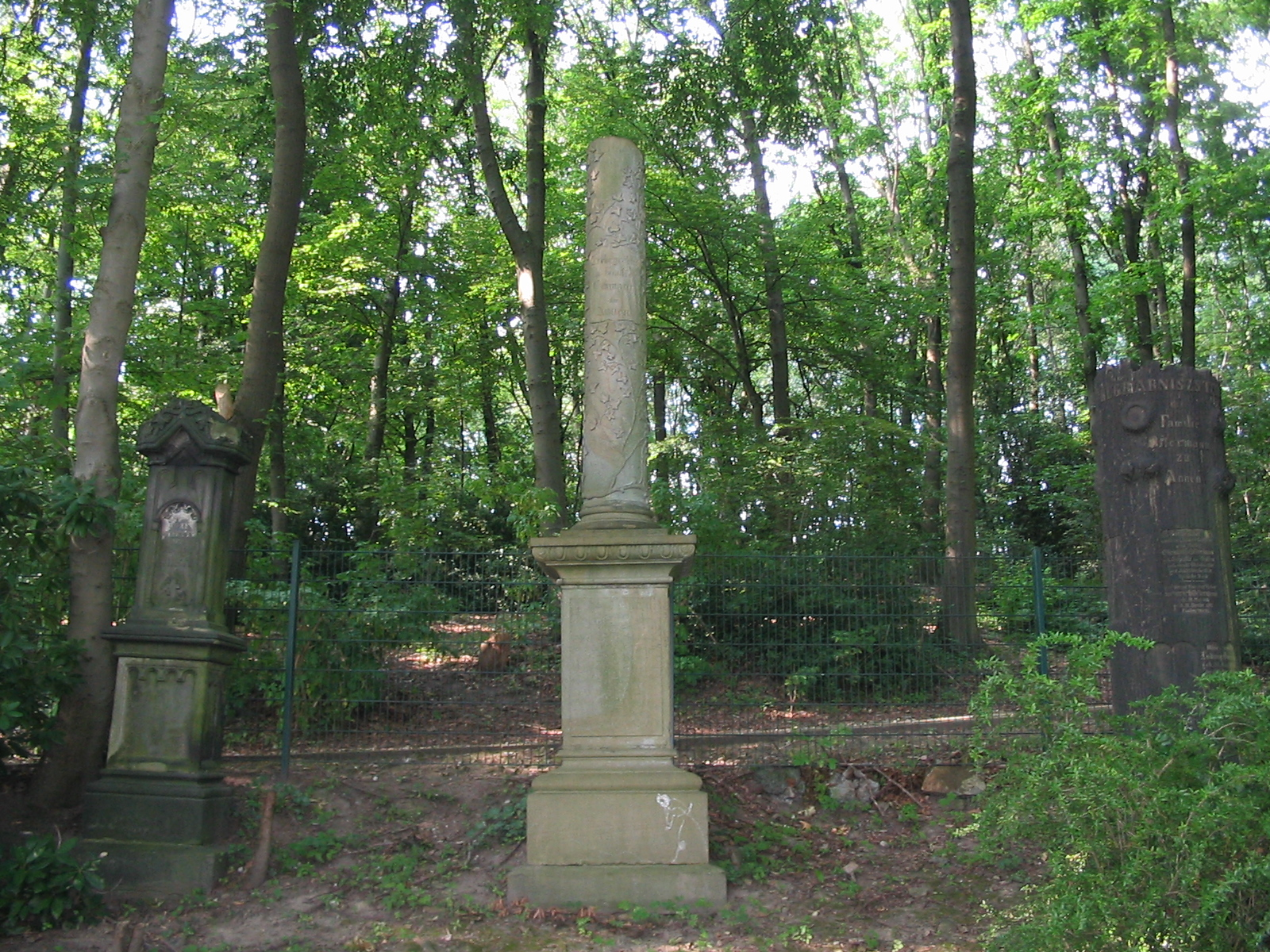
Erhaltene und denkmalgeschützte Grabsteine des ersten Kommunalfriedhofs an der Nordseite des heutigen Kommunalfriedhofs

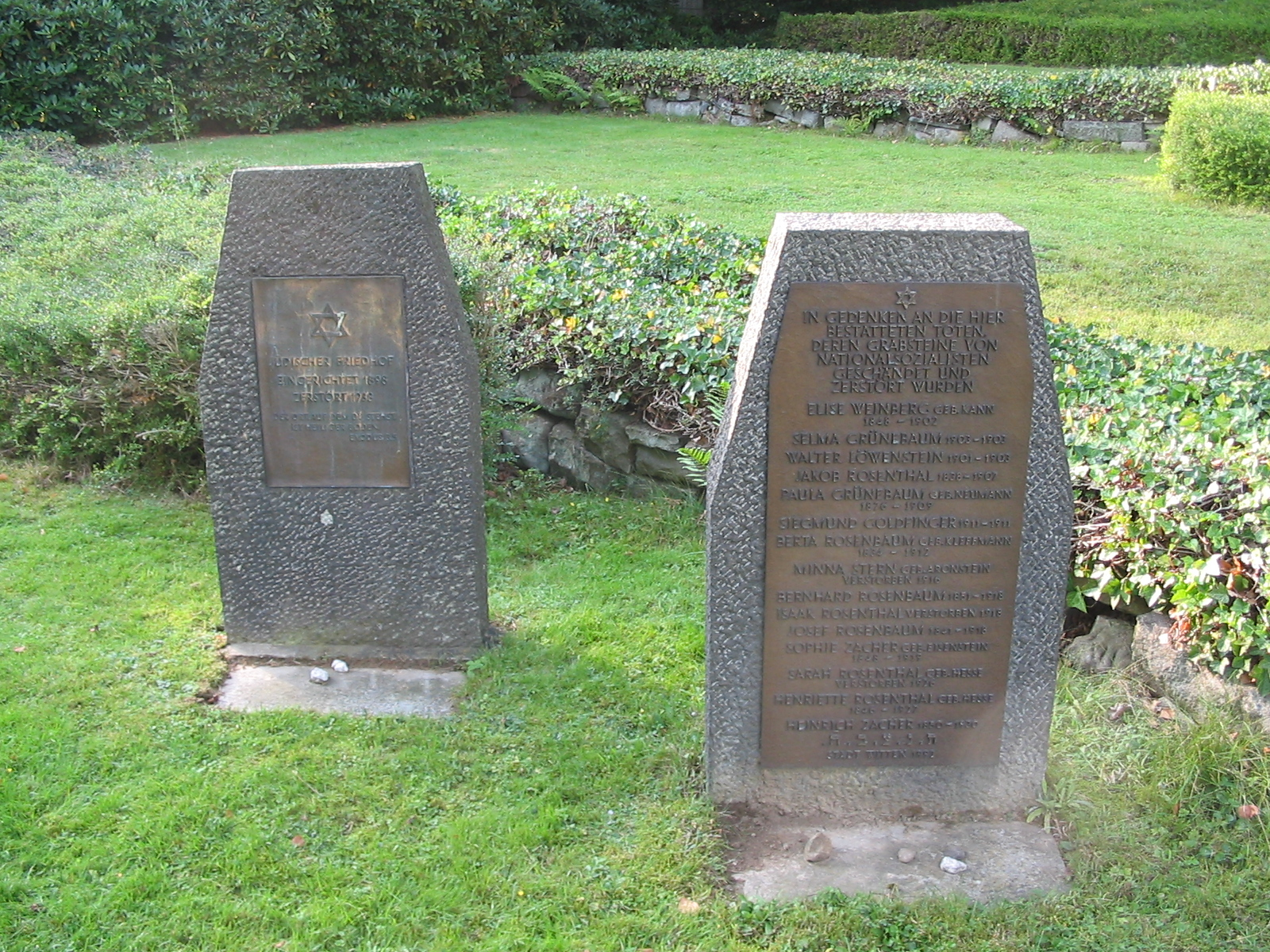
Gedenksteine für den zweiten jüdischen Friedhof in Annen

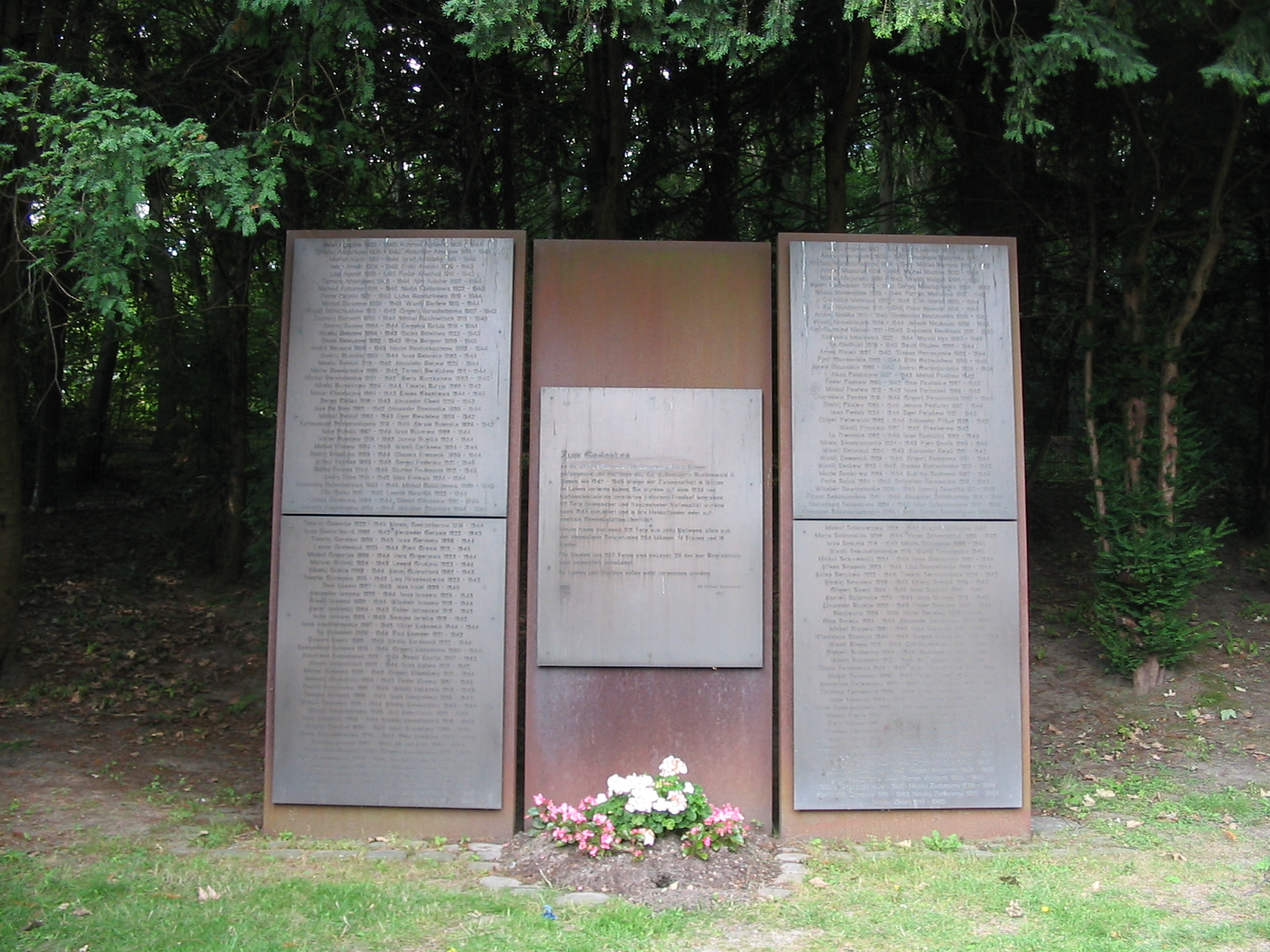
Denkmal für Zwangsarbeiterinnen und Zwangsarbeiter, u. a. des Außenlagers Annener Gußstahlwerk des KZ Buchenwald

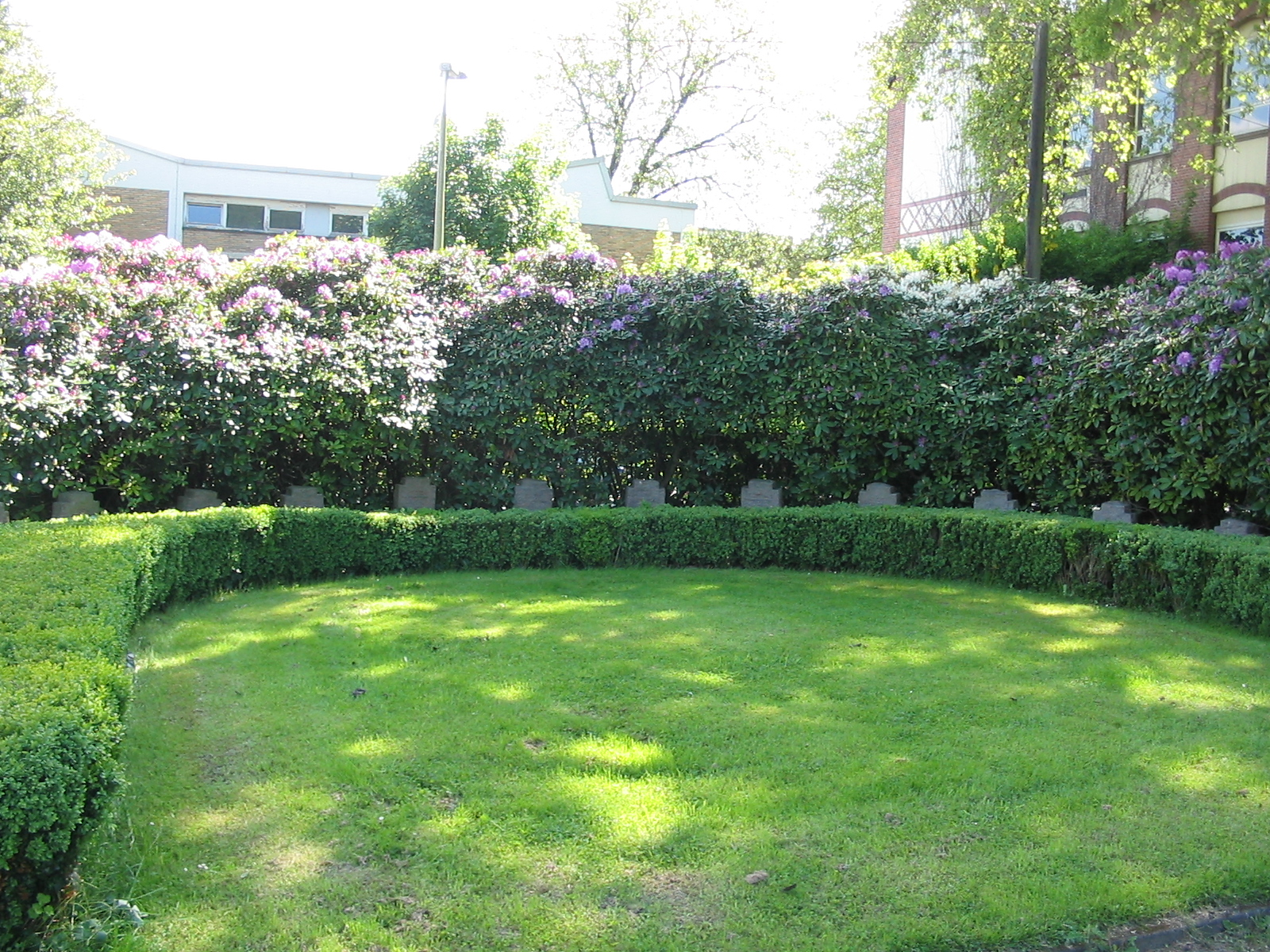
Halbkreisförmig angeordnete, gleichförmige Gräber überwiegend von Opfern der Luftangriffe 1945

Der Kommunalfriedhof Witten-Annen oder Friedhof Annen ist ein kommunaler Friedhof in Witten im Ortsteil Annen. Er hat eine Größe ca. 4,8 ha.

## Geschichte
1861 stellten zahlreiche Haus- und Grundbesitzer Annens einen Antrag an das Landratsamt auf Errichtung eines Friedhofs. Die evangelische Mehrheit war in Lütgendortmund eingepfarrt. Nach Widerspruch sowohl der Bauern, die in Lütgendortmund Erbbegräbnisplätze besaßen, wie auch der Pfarrer, konnte der an der Stockumer Straße (damals Bahnhofstraße) gelegene Friedhof nach schwierigen Verhandlungen erst 1865 eingeweiht werden. 1876 wurde auf dem Kommunalfriedhof auch ein jüdischer Friedhof eingerichtet.
Nachdem sich der erste Friedhof aufgrund des Bevölkerungszuwachses bald als zu klein herausstellte, wurde 1881 ein größeres Gelände „am Fuß der Wullener Berge“, heute Diesterwegstraße, erworben. Der neue Kommunalfriedhof wurde 1883 vom Regierungspräsidenten Arnsberg genehmigt und 1884 eingeweiht. 1898 wurde am nordwestlichen Ende ein zweiter jüdischer Friedhof eingerichtet. Der alte Kommunalfriedhof und damit auch der erste jüdische Friedhof wurde vor dem Zweiten Weltkrieg vom Annener Gussstahlwerk überbaut. Als erhaltenswert angesehene Grabsteine wurden am Nordrand des neuen Friedhofs aufgestellt.
1938 wurde auch der zweite jüdische Friedhof eingeebnet und zur Beisetzung von Zwangsarbeiterinnen und Zwangsarbeitern, u. a. aus dem KZ-Außenlager Annener Gußstahlwerk, genutzt. An den zweiten jüdischen Friedhof erinnern seit 1993 zwei Gedenksteine. (Lage) 1959 wurde neben den Gräbern der KZ-Häftlinge und Zwangsarbeiter ein Gedenkstein mit der irreführenden Aufschrift „Tote der Alliierten“ aufgestellt.
1990 wurde die irreführende Aufschrift entfernt und 1993 eine Gedenktafel für die in Witten ums Leben gekommenen Zwangsarbeiterinnen und Zwangsarbeiter aufgestellt. (Lage)